# Топкапі (фільм)
«Топкапі» (англ. Topkapi) — фільм-пограбування режисера Жюля Дассена, створений за мотивами роману Еріка Амблера «При світлі дня». Премія «Оскар» за найкращу чоловічу роль другого плану Пітеру Устінову (шахрай Сімпсон).

## Сюжет
Пара злочинців високого класу — Елізабет Ліпп і Вальтер Харпер задумали нове діло. Їхня ціль — дорогоцінний кинджал, який зберігається в Топкапі. Дрібного афериста Артура Сімпсона знаходять під час відпочинку в Греції. Він необхідний, щоби провернути складну аферу і приспати пильність турецької поліції. При цьому сам Сімпсон до останнього і не підозрював, що втягнений в крадіжку століття.
Сама крадіжка з музею злочинцям вдається в ідеалі, але вони не врахували того, що і поліція не спить. Виявилось, Артур вів подвійну гру, і вся компанія потрапляє в турецьку в'язницю.

## У ролях
- Пітер Устінов — Артур Саймон Сімпсон
- Меліна Меркурі — Елізабет Ліпп
- Максиміліан Шелл — Вальтер Харпер
- Роберт Морлі — Седрік Пейдж
- Жиль Сегаль — Хуліо
- Джесс Хан — Ганс Фішер
- Акім Таміров — кухар Жервен
- Тітос Вандіс — Харбек
- Джо Дассен — Йосиф

## Нагороди
- 1965 — Премія Оскар
  - Найкраща чоловіча роль другого плану (Пітер Устінов).

- 1965 — номінація на премію Золотий глобус
  - Найкращий актор мюзиклу/комедії (Пітер Устінов)
  - Найкраща акторка мюзиклу/комедії (Меліна Меркурі)
- 1965 — Премія Laurel
  - Найкраща чоловіча роль другого плану (Пітер Устінов).